# Gimlé
En la mitología nórdica, Gimlé era uno de los lugares donde los supervivientes de Ragnarök habrían de vivir. Es mencionado en la Edda prosaica y en Völuspá. Es descrito como el lugar más hermoso sobre la Tierra, más hermoso que el Sol. 
Tras el Ragnarök, en el que fallecerían la mayoría de los Dioses y seres de la tierra, dos humanos y algunos Aesir sobreviven, repoblando el mundo. Gimlé es uno de los lugares que no son destruidos durante el Ragnarök y que perdurarán después de este. Es descrito como el último lugar que permanecerá, en el que vivirán los dioses y los hombres correctos de todos los tiempos.